# Гарфилд (округ, Небраска)
Округ Гарфилд (англ. Garfield County) — округ, расположенный в штате Небраска (США) с населением в 1902 человека по статистическим данным переписи 2000 года. Окружной центр находится в городе Беруэлл.

## География
По данным Бюро переписи населения США округ Гарфилд имеет общую площадь в 1479 квадратных километров, из которых 1476 кв. километров занимает земля и 3 кв. километра — вода. Площадь водных ресурсов округа составляет 0,23 % от всей его площади.

### Соседние округа
- Холт (Небраска) — север;
- Уилер (Небраска) — восток;
- Валли (Небраска) — юг;
- Луп (Небраска) — запад.

## Демография
По данным переписи населения 2000 года в округе Гарфилд проживало 1902 человека, 529 семей, насчитывалось 813 домашних хозяйств и 1021 жилой дом. Средняя плотность населения составляла около одного человека на один квадратный километр. Расовый состав округа по данным переписи распределился следующим образом: 98,79 % белых, 0,21 % коренных американцев, 0,05 % азиатов, 0,05 % выходцев с тихоокеанских островов, 0,53 % смешанных рас, 0,37 % — других народностей. Испано- и латиноамериканцы составили 1,00 % от всех жителей округа.
Из 813 домашних хозяйств в 26,10 % — воспитывали детей в возрасте до 18 лет, 59,70 % представляли собой совместно проживающие супружеские пары, в 3,60 % семей женщины проживали без мужей, 34,90 % не имели семей. 32,70 % от общего числа семей на момент переписи жили самостоятельно, при этом 20,00 % составили одинокие пожилые люди в возрасте 65 лет и старше. Средний размер домашнего хозяйства составил 2,27 человек, а средний размер семьи — 2,88 человек.
Население округа по возрастному диапазону по данным переписи 2000 года распределилось следующим образом: 23,50 % — жители младше 18 лет, 4,40 % — между 18 и 24 годами, 20,50 % — от 25 до 44 лет, 26,80 % — от 45 до 64 лет и 24,80 % — в возрасте 65 лет и старше. Средний возраст жителей округа составил 46 лет. На каждые 100 женщин в округе приходилось 91,90 мужчин, при этом на каждых сто женщин 18 лет и старше приходилось 85,40 мужчин также старше 18 лет.
Средний доход на одно домашнее хозяйство в округе составил 27 407 долларов США, а средний доход на одну семью в округе — 34 762 доллара. При этом мужчины имели средний доход в 24 563 доллара США в год против 16 146 долларов США среднегодового дохода у женщин. Доход на душу населения в округе составил 14 368 долларов США в год. 9,70 % от всего числа семей в округе и 12,60 % от всей численности населения находилось на момент переписи населения за чертой бедности, при этом 11,50 % из них были моложе 18 лет и 18,60 % — в возрасте 65 лет и старше.

## Основные автодороги
- Автомагистраль 11
- Автомагистраль 70
- Автомагистраль 91
- Автомагистраль 96

## Населённые пункты

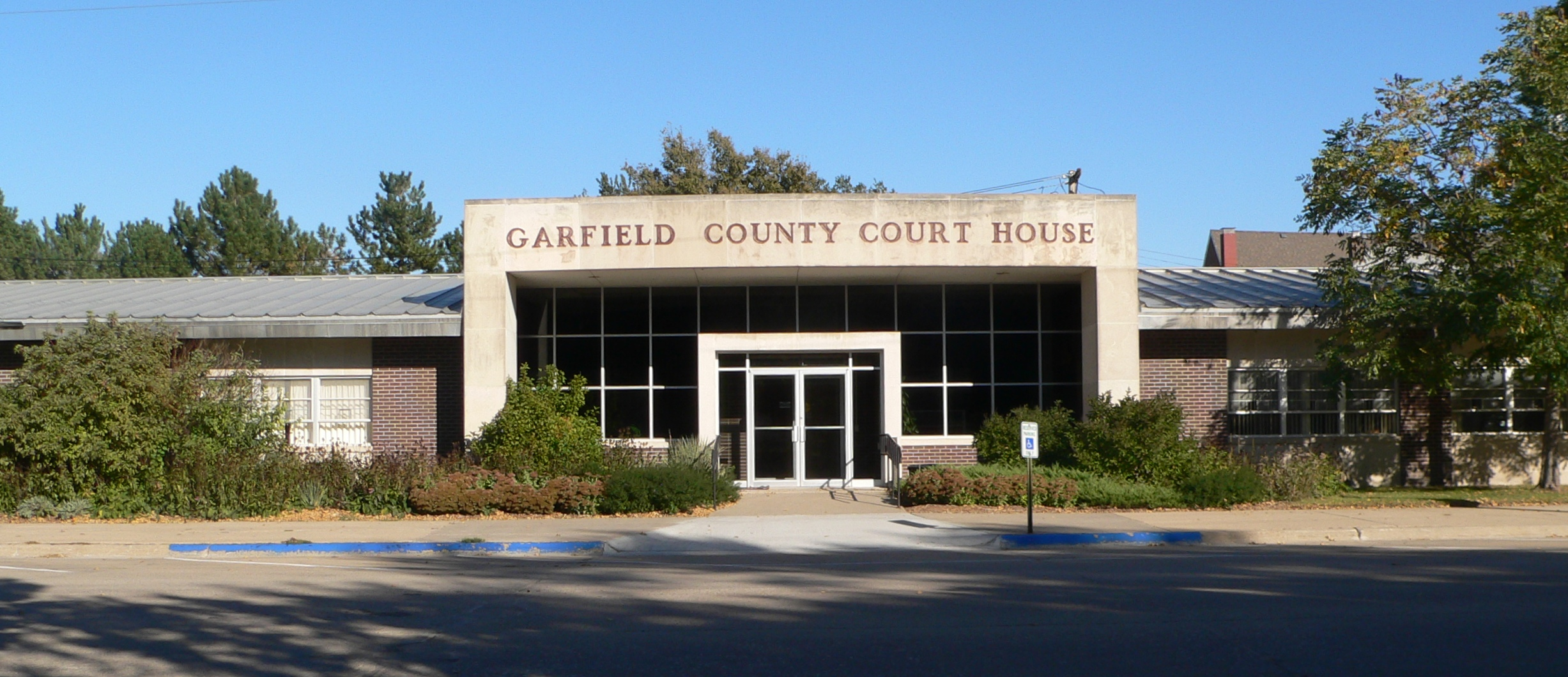
Здание окружного суда в городе Беруэлл

### Города
- Беруэлл

### Другие
- Диверр
- Гейблс